# Wouter Snoei
Wouter Snoei (1977) is een Nederlands componist.

## Opleiding
Snoei studeerde in 2000 af aan het het Instituut voor Sonologie van het Koninklijk Conservatorium (Den Haag). 

## Activiteiten
Snoei is gespecialiseerd in elektronische muziek. Hij werkt zowel als uitvoerende als componist. Hij deed onder andere de klankregie voor stukken van Luigi Nono, John Cage en Gérard Grisey. Hij speelde met Jasper Blom en andere jazzmusici in het Bimhuis en op het North Sea Jazz Festival. 
Als toen hij nog studeerde componeerde Snoei al stukken voor tape. Later, vanaf 2000, hield hij zich meer bezig met live elektronica. Hij schreef zes stukken, waarvan de laatste twee gecombineerd met instrumenten en stem. Zijn werk “Dialogue” voor 4 zangers en live elektronica werd uitgevoerd door het Nederlands Vocaal Laboratorium tijdens onder meer de Gaudeamus Muziekweek en het Festival de Música in Alicante in 2006. In 2006 schreef snoei ook een werk voor het Wave Field Synthesis-systeem van Stichting the Game of Life, die hij mede heeft ontwikkeld. Hij werkt onder andere in samenwerking met het Calefax Rietkwintet.

## Prijzen en onderscheidingen
Met zijn dance project xceptional won hij in 1997 de Grote Prijs van Nederland. Voor het stuk “Pulse” voor solo live elektronica kreeg hij de Matthijs Vermeulen Aanmoedigingsprijs in 2004.

## Oeuvre
- Julliet, voor tape (1995)
- Consequence, voor tape, (1996)
- Time and Space, voor tape (1997)
- Disintegration, voor tape (1998)
- Shapes, voor tape, (2000)
- Black, voor live elektronica (2000)
- Pulse, voor live elektronica (2003)
- Elasticity, voor live elektronica (2004)
- Mass, voor live electronics (2005)
- IDPFBWSINH (I Delayed People's Flights By Walking Slowly In Narrow Hallways), voor vier spelers, vier stoelen, vier versterkte schoolborden en live-elektronica, i.s.m. Mayke Nas (2005)
- Dialoog, voor 4 zangers, elektronica (2006)
- Correlation, voor wave field synthesis (2006)
- Particles, voor rietkwintet, elektronica (2007)
- Waan, voor koor, slagwerk, elektronica (2007)
- Circular Motion, voor viool, saxofoon, slagwerk, elektronica (2008)
- Moving, voor stemmen, installatie 2008)
- Momentum, voor 3 orgels, elektronica (2009)